# Firefly (Frisur)
Der Firefly (englisch für Leuchtkäfer oder Glühwürmchen) ist eine von Vidal Sassoon im Jahr 1974 kreierte Frisur.

## Beschreibung
Der Firefly ist ein kurzer Damenhaarschnitt, der auf dem Zusammenspiel von Schnitt und Farbe basiert. Für die perfekte Form sorgt eine Graduierung, die mit verlaufenden Farbtönen unterstützt wird. Es findet dabei keinerlei Stufung statt und es gibt auch keine Bereiche mit einer Länge. An den Seiten sind die Ohren frei oder leicht bedeckt. Der Nacken wird schmal geschnitten und betont den Hinterkopf. Typisch sind heute die nach hinten frisierten Haarenden, wobei hier teilweise auf eine aufwendige Durchfärbung verzichtet werden kann.

## Geschichte

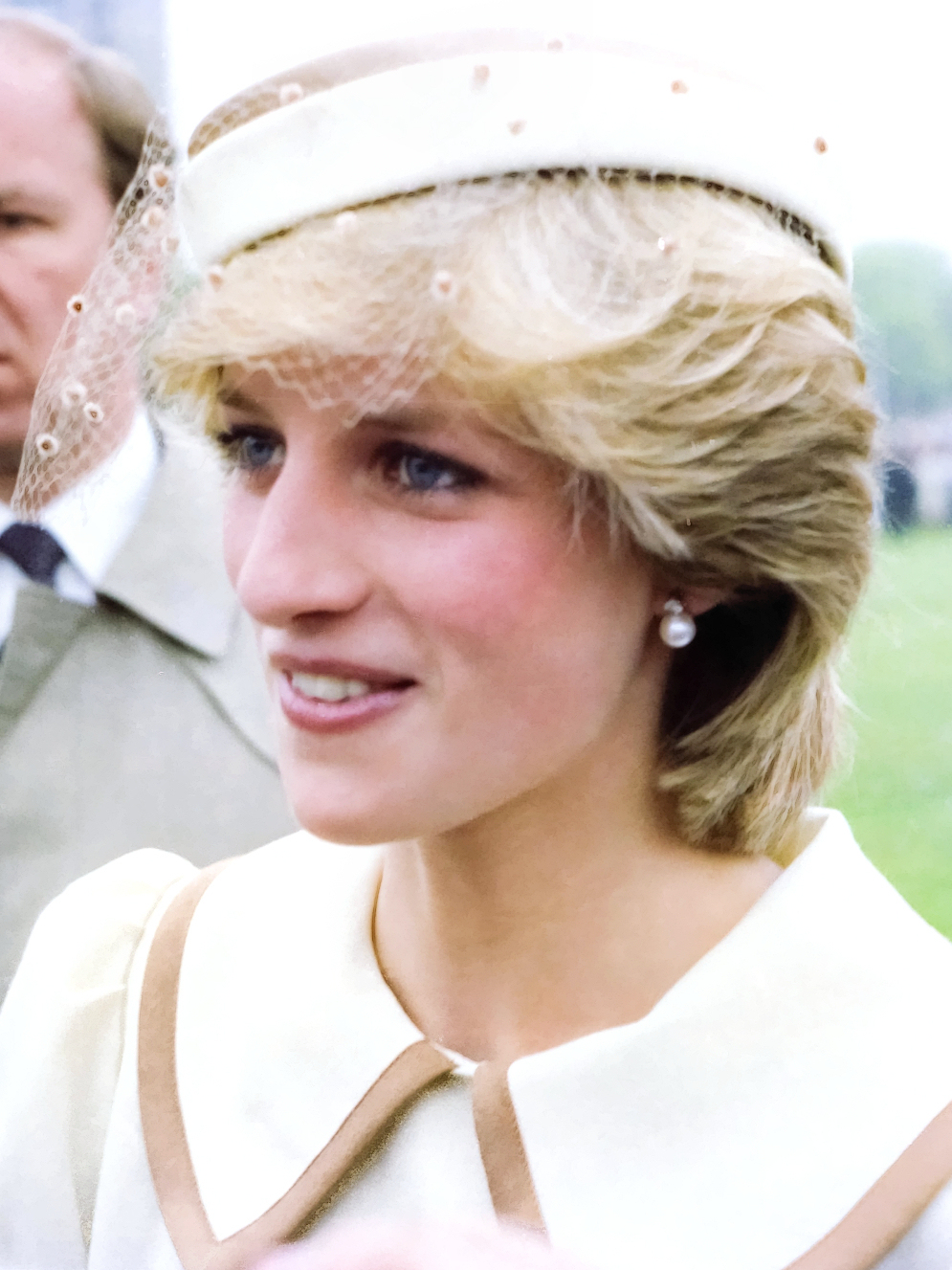
Lady Diana, 1983

Die Frisuren der 1960er Jahre waren von kräftig geführten Linien und ausladenden Formen dominiert, die im nächsten Jahrzehnt von Graduierungen und Layern abgelöst wurden. Annie Humphrey, eine Pionierin in der Farbentechnik, schuf Anfang der 1970er Frisuren mit verlaufenden Farbtönen, um damit Akzente zu setzen und Bewegung zu vermitteln. Christopher Brooker kombinierte nun Graduierung und Farbverlauf, indem er innen sowie unten dunklere Farbtöne und außen sowie oben hellere Töne auftrug, womit erstmals eine dreidimensionale Durchfärbung entstand, die nahe an eine Ausleuchtung durch Sonnenlicht kam und damit ohne Sonnenlicht ebenso strahlte, also auch in Innenräumen wie von der Sonne angeschienen wirkte. Der 1972 erdachte Name „Firefly“ ist darauf zurückzuführen. Trevor Sorbie, damals Creative Director bei Sasoon, verstärkte den Leuchteffekt noch, indem er ihn 1974 erstmals bei Kurzhaarschnitten anwandte, die nun detailliert durchfärbte Graduierungen aufwiesen, die durch gezieltes Frisieren verstärkt wurden, womit die heute als Firefly bekannte Frisur entstanden war. Alle Genannten waren in den Salons von Vidal Sassoon tätig. Später zeigte sich, dass mit Schnitt- und Frisiertechniken auf die aufwendige Durchfärbung teilweise verzichtet werden konnte, womit die Frisur leichter herstellbar war.
Diese Frisur war eine kurze Zeit sehr beliebt, geriet aber bald in Vergessenheit. Eine der bekanntesten Trägerinnen war Lady Diana, Princess of Wales, womit die Frisur in den 1980er Jahren ein zweites Mal populär wurde.